# Carlo Avanzini
Carlo Avanzini (* 30. November 1817 in Meride; † 1881 in Basaluzzo) war ein Schweizer Mediziner und Politiker.

## Leben
Carlo Avanzini war der Sohn des Domenico Avanzini aus Curio.
Nachdem er eine medizinische Ausbildung erhalten hatte, war er im Bezirk Mendrisio tätig und erstellte eine umfangreiche Studie zur Choleraepidemie, die 1849 im Bezirk wütete, obwohl die dortigen Absperrungen strengstens eingehalten wurden; er war Sekretär der kantonesischen Gesundheitskommission.
Carlo Avanzini war in erster Ehe mit Terese, Tochter von Pietro Campi und in zweiter Ehe mit Isabella, geb. Andina verheiratet.

### Politisches Wirken
Durch sein soziales Engagement kam er zur demokratischen Bewegung und schloss sich der radikalen Linken an, deren herausragender Vertreter er wurde.
Von 1851 bis 1853 leitete er die Zeitung L'operaio, die der Propaganda für Giuseppe Mazzini bezichtigt wurde. Er unterstützte das allgemeine Wahlrecht, verschiedene Konsum- und Hilfsvereine sowie Volksbanken. Er gehörte, gemeinsam mit Gaetano Polari (1826–1894) 1851 zu den Gründungs- und Ausschussmitgliedern der Società democratica popolare ticinese, deren Präsident er 1853 wurde; im gleichen Jahr wurde die Bewegung bereits wieder aufgelöst. Er versuchte das Volk mit Paternalismus und Philanthropie zu emanzipieren.
Sein politisches Engagement führte zum Verlust des Amtes als Sekretär im Erziehungsdepartement. Aus diesem Grund verliess er 1854 das Tessin und liess sich im Piemont als Bezirksarzt nieder. Er verzichtete 1862 auf das Tessiner Bürgerrecht.

## Schriften (Auswahl)
- Abbozzo di alcune osservazioni ed aggiunte ai pensieri del dottore Carlo Lurati sulla istituzione delle condotte mediche nel Cantone Ticino. Lugano: G. Bianchi, 1845.
- Alle osservazioni del dott. V. Masserotti su di un nuovo febbrifugo denominato solfato indigeno: due parole di risposta. Lugano: Tip. Giuseppe Bianchi, 1847.
- Carlo Avanzini; Carlo Lurati; Giovanni Battista Bianchi: Una nota del dottore Carlo Avanzini alle note fatte dal dottor Bianchi alla risposta del dottor Lurati. Lugano: Presso i Fratelli Fioratti, 1849.
- Geneogenesi ossia la generazione dei sessi: Studi e sperimenti, Parte prima: Causa della procreazione dei sessi nell'uomo e negli animali Vertebrali. Milano, 1861.